# Racale
Racale község (comune) Olaszország Puglia régiójában, Lecce megyében.

## Fekvése
A Salentói-félsziget délnyugati részén fekszik, Gallipolitól délre.

## Története
Egyes történészek szerint a várost a rómaiak alapították, első írásos említése azonban a 11. századból származik, amikor a Marra nevű ravellói kereskedő nemesi család birtokolta. 

## Népessége
A népesség számának alakulása:

## Főbb látnivalói
- Santa Maria del Paradiso-templom - a 12. században épült.
- Santa Maria La Nova-templom
- Santa Maria delle Grazie-templom - a 17. században épült barokk stílusban.
- Immacolata Concezione di Maria-templom - 17. század második felében épült.
- Castello Baronale - 15. századi erőd-jellegű nemesi palota.